# 가와카미 데쓰하루
가와카미 데쓰하루(일본어: 川上 哲治, 1920년 3월 23일 ~ 2013년 10월 28일)는 일본의 전 프로 야구 선수이자 야구 지도자, 야구 해설가·평론가이다.
현역 시절에는 ‘타격의 신’(打撃の神様)이라는 애칭이 유명할 뿐만 아니라 감독으로서는 요미우리 자이언츠의 황금 시대를 구축해 ‘V9’(9년 연속 센트럴 리그 우승, 일본 시리즈 우승)을 달성했다. ‘타격의 신’(打撃の神様), ‘데쓰’(哲), ‘돈 가와카미’(ドン川上) 등 다수의 애칭이 있었고 현역으로서는 최고령 프로 야구 해설자(NHK)였다.
부인은 전 다카라즈카 가극단 낭역 요요기 유카리(재단 1936년 ~ 1944년)이며, 아들은 논픽션 작가인 가와카미 요시테루이다.

## 인물

### 프로에 입문하기까지
원래는 오른손잡이였지만, 5세 때 자갈길에서 넘어져 오른 팔을 다쳤다. 수술 경과가 나쁘게 나올 정도로 완치하는 데에 반년 정도 걸렸고 몸이 나을 무렵에는 왼손잡이가 되어 있었다.
구마모토 현립 공업학교(현재의 구마모토 공업고등학교) 2학년 시절인 4월부터는 좌타자로 전향했다. 구마모토 공업학교의 투수로서 요시하라 마사키(포수)와 함께 배터리를 짰고, 1934년과 1937년 여름에 열린 전국 중등 학교 야구 선수권 대회에 두 차례나 출전해 모두 준우승을 했다. 또 선발 중등 학교 야구 대회에도 1936년 봄에 한 차례 출전했다. 이와 관련하여 1937년 전국 중등 학교 우승 야구 대회(현재의 전국 고등학교 야구 선수권 대회)에 출전(당시에는 준우승을 했고, 이 대회의 우승 학교는 노구치 지로가 소속된 주쿄 상업학교였다)했을 때 결승전 종료 후 고시엔 구장의 흙을 유니폼의 호주머니에 넣어 모교의 그라운드에 뿌렸다. ‘고시엔의 흙’의 포장 판매 제1호로 여겨지고 있으며 또 이 때 주쿄 상업학교한테 패했지만 대회의 최우수 투수로 선정되었다.

### 현역 시절

#### 1930년대 ~ 1940년대
구마모토 현립 공업학교를 졸업한 후 철도원의 길을 권하는 아버지를 설득하고, 1938년에 도쿄 교진군에 투수로서 입단, 도쿄 교진군 외에도 한신, 한큐, 그 해에 창단한 신생 구단인 난카이와의 쟁탈전을 벌인 끝에 영입되었다. 계약금은 300엔, 월급 110엔이었는데 300엔이라고 하는 금액은 “도쿄에서는 모르지만, 구마모토의 시골이라면 어떻게든 집 한 채 지어진다” 라고 말했다. 입단 동기이자 구마모토 공업학교의 동급생인 요시하라 마사키를 시작으로 치바 시게루, 우쓰미 이소오, 노무라 다카요시, 이와모토 아키라, 산타 마사오 등 이들을 통틀어 ‘꽃의 쇼와 13년조’(花の昭和13年組)의 일원으로서 주목을 받았다. 도쿄 교진군의 목적은 간판 타자이자 포수인 요시하라이며, 투수인 가와카미가 그 다음이었다고 한다. 가와카미는 도쿄 교진군과 계약한 1주일 후에 난카이와의 계약금 500엔, 월급 150엔이라고 하는 좋은 조건을 들어 도쿄 교진군과 계약을 한 것에 대해 후회했다고 한다. 또, 이설로서는 야마토 규시의 《프로 야구 삼국지 제4권》(베이스볼 매거진사)에 의하면 난카이의 입단이 정해지고 있었지만 도쿄 교진군은 난카이의 가입에 기존 구단의 반대가 강했던 상황을 이용했다. 도쿄 교진군의 스즈키 소타로는 난카이의 다카스 가즈오 감독을 불러 난카이의 가입에 반대하지 않는 대신에 가와카미와 요시하라의 영입으로부터 손을 떼게 하는 거래를 했다고 한다.

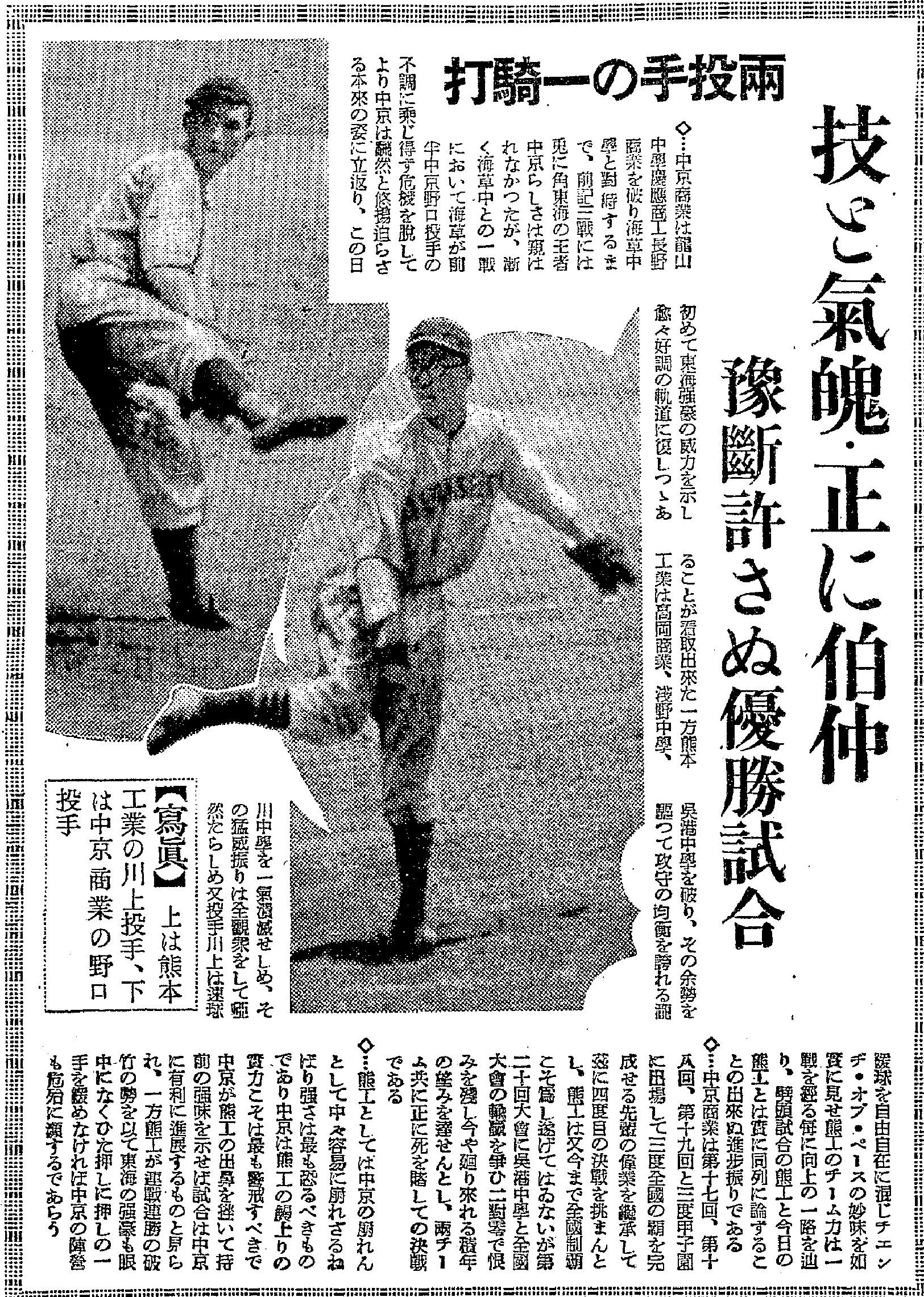
구마모토 공업학교 재학 당시 가와카미를 소개하는 아사히 신문의 당시 보도 내용들

입단 당시에는 투수로서 등록되어 있었지만, 구위력이 부족하게 자타가 모두 인정하는 ‘연투파’(軟投派)타입이었다. 감독인 후지모토 사다요시는 가와카미의 타격 플레이에 주목하면서 간판 타자로 키울려고 생각하고 있었지만 팀으로서는 투수가 부족했기 때문에 투수도 같이 겸임시켰다. 구마모토 공업학교 시절의 배터리를 짜고 있던 요시하라가 개막 경기에서는 신인으로서 선발 멤버로 출전하였고 역시 입단 동기인 지바가 2루수로서 활약하고 있는 것을 보며 “빨리 타격에 전념하면 좋겠지만….” 이라고 말했다. 춘계 시즌(당시 일본 프로 야구에서는 춘계 시즌과 추계 시즌으로 나눠 양대 시즌 제도가 시행되고 있었다)에서 가와카미는 투수와 타자 양쪽 모두에서 기용되었지만 모두 성적은 좋지 않았다.
가와카미가 야수로 전향한 것은 춘계 시즌이 끝나면서 추계 시즌이 들어가기 전에 여름에 있은 시범경기였다. 당시 1루수였던 나가사와 후지오가 갑작스런 부상으로 선발 명단에서 제외돼 급거 1루수로서 출전한 경기에서는 3안타를 때려내는 등의 맹활약으로 후지모토 사다요시 감독으로부터 “1루수용 미트를 준비하라”라고 말한 뒤 이를 건네받고 가와카미는 매우 기뻐했다. 그 해의 추계 시즌부터 주전 1루수로서 뛰게 되었다. 이듬해 1939년부터는 내야수로 등록되지만 1941년까지는 투수도 겸임하고 있었다.
1939년부터 단일 시즌제로 돌아오면서 가와카미는 그 해에 수위타자를 석권했다. 이후 1941년에도 수위타자를 차지했고 ‘투수로서 4번’의 선발 출전을 세 차례나 기록하고 있어 1939년 4월 10일의 난카이전에서는 투수로서 출전하는 등 5안타를 기록했다. 1944년에 징병되어 다치카와 항공정비대의 교관(육군 소위)으로 있을 때에 내지에서 종전을 맞이하게 된다.
가와카미는 고향인 히토요시시로 돌아가 가족을 부양하기 위해 농업에 전념하고 있었다. 프로 야구는 곧 1946년 4월부터 페넌트레이스가 재개되어 도쿄 교진군은 가와카미에 대해 선수 복귀를 주장했다. 그러나 가와카미는 히토요시 시에 있는 가족을 부양하는 것을 생각하면서 “만약 3만엔 받을 수 있다면 도쿄 교진군에 복귀할 뜻이 있다”라고 전했다. 이것은 프로 야구에서는 처음으로 선수가 구단에 대해 계약금을 요구하게 되어 ‘3만엔 홀드 아웃 사건’ 이라고 일컬어진다. 1946년 6월부터 도쿄 교진군에 복귀하여 그 해에 연 3할 대의 타율을 기록했다.
1946년 8월 26일의 주부니혼군과의 경기에서 긴자의 운동도구 전문점으로부터 선물 받은 빨간 배트를 사용하여 플레이를 했는데 이 ‘빨간 배트’는 가와카미의 트레이드 마크가 되면서 ‘파란 배트’를 사용한 오시타 히로시와 함께 강렬한 인상을 주었다. 이 운동도구 전문점과의 계약은 프로 야구 선수의 CM출연 제1호라고도 한다. 빨간 배트와 파란 배트는 그 해까지 사용은 금지되었지만 팬들에게는 강한 인상을 남겼다.
1947년에는 팀 이름을 요미우리 자이언츠로 바뀌었고 시즌 도중부터 요미우리의 감독은 미하라 오사무가 부임했다. 미하라는 스타를 중용해 가와카미도 미하라를 그리워하고 있었지만 한편으로 젊은 선수들이나 타 구단으로부터 이적한 선수들로서는 스스로 취급한 것에 대한 불만을 느끼면서 1949년 시즌 종료 후 일부 ‘반(反) 미하라’성향을 가진 선수들이 궐기해서 감독인 미하라를 배척해 미즈하라 시게루를 옹립하려고 한 ‘미하라 감독 배척 소동’이 일어났다. 가와카미는 이러한 움직임에 대해 반대하고 있었지만 구단 측은 선수들의 압력에 굴복해 미하라 감독을 경질하고 미즈하라를 차기 감독으로 임명했다. 가와카미는 미즈하라에 대해서 좋은 감정을 갖고 있지 않았고 미즈하라는 팀의 주력 선수가 되어 있던 가와카미를 질책 하는 등의 마찰이 생기기도 했다.

#### 1950년대
당시 가와카미는 경기 종료 후 기숙사에서 밤 늦게까지 머물면서 팀내에서는 열심히 타격 연습에 전념한 것으로 알려져 있다. 그리고 1950년 시즌 도중 다마가와의 그라운드에서 타격 투수를 개인적으로 고용해 타격 연습을 하고 있었는데 공이 멈춰 보인다고 하는 감각에 덮친것이다. 이것이 “볼이 멈춰 보였다”라고 하는 에피소드가 있었다. 낮고 날카로운 타구를 날리는 타격 스타일로부터 야마토 규시는 가와카미의 날카로운 타구를 ‘탄환 라이너’(弾丸ライナー)라고 표현했다. 이것이 ‘탄환 라이너’라는 말의 시초이다.
1950년 시즌 두 차례 1경기 3홈런을 기록(3월 14일, 4월 16일), 이것은 1989년에 랄프 브라이언트가 시즌 네 차례나 기록할 때까지 최다 기록이었다.
‘중전차’라는 별명이 붙여진 만큼 주루가 늦었지만 1947년부터는 투수의 버릇을 피하거나 배터리의 틈을 찌르거나 하는 노력으로 주루의 늦음을 보충하여 예전과는 딴 사람과 같이 빈틈을 노린 도루를 하게 되었다. 통산 220도루는 지금도 요미우리에서는 역대 3위의 기록이다. 1950년에는 개인 최다인 34개의 도루를 기록하면서 홈런 1개 차이로 놓쳤지만 트리플 쓰리 눈앞의 성적도 남기고 있다. 또 주루에 대해서는 어디까지나 “가속이 늦었다”라고 하는 것인지 주력이 필요로 되는 3루타는 현역 초부터는 많아지면서 통산 99개의 3루타는 프로 야구 역대 4위의 기록이다.
1951년, 샌프란시스코 실스의 프랭크 오둘 감독으로부터 자신의 소속팀 스프링 캠프에 일본 야구계에서 몇 사람을 초대하고 싶다는 신청이 있었다. 미즈하라 감독은 가와카미를 추천했지만 자신이 선택될 것은 없다고 생각했기 때문에 이 결정에 대해 놀란 반응을 보였다. 게다가 미국으로 건너가 스프링 캠프에 참가했는데 감독은 연습 메뉴를 코치에게 맡기면서 나머지는 현지 명사들과의 교분을 쌓고 있는 광경을 보며 매우 놀란 듯한 반응을 보였다. 여기서 가와카미는 미국 야구계에서의 팀은 감독이 절대적인 권력자이며 선수가 감독에게 따르는 것이라고 배웠다. 당시 일본 야구계에서는 ‘미하라 감독 배척 소동’으로 선수가 감독을 밀어낸 것처럼 “선수는 감독과 대등하다”라는 풍조가 일반적이었지만 가와카미는 “이것이 잘못되었다”라고 실감했다. 캠프를 마친 뒤 일본으로 귀국한 가와카미는 미즈하라 감독에 대한 태도를 바꾸고 미즈하라에 대해서는 지극히 협력하게 되었다.
1951년에 시즌 타율 3할 7푼 7리를 기록했는데 이것은 1986년에 랜디 바스(한신)가 3할 8푼 9리를 기록하면서 기록 경신할 때까지 센트럴 리그의 기록으로 유지되었고 1989년에 워렌 크로마티가 경신(.378)할 때까지의 구단 기록이었다. 같은 해 시즌에서는 규정 타석 도달자에 의한 연간 삼진은 6개(424타석)를 기록하면서 최소 삼진 타이 기록도 달성했다.
1956년 5월 31일의 주니치전에서는 상대 투수 나카야마 도시타케로부터 일본 프로 야구 최초의 통산 2000안타를 달성했는데 이 도달한 경기 수는 일본 프로 야구에서의 최고 속도 기록(1646경기)이자 1500안타의 도달한 경기 수는 1241경기이다. 알렉스 라미레스의 1236경기, 레론 리의 1237경기에 뒤를 이은 빠른 기록이며, 일본인으로서는 최고 속도 기록이다(미일 통산 기록에서는 모두 이치로가 기록을 깼다). 1957년에는 1949년 이후 타율이 3할 대의 미만으로 끝나(8년 연속 타율 3할은 오 사다하루와 대등한 역대 2위 타이 기록), 다음해인 1958년은 “그 해에 타율 3할을 기록할 수 없으면 은퇴하겠다”라고 결심했지만 극심한 타격 부진에 시달리면서 4번 타자의 자리도 신인 선수인 나가시마 시게오에게 빼앗겨 시즌 후반부터는 6번으로 강등되었다. 일본 시리즈에서는 니시테쓰 라이온스에게 3승 4패로 패하면서 7차전 종료 직후에 현역 은퇴를 공식 표명했다. 현역 시절 말기에는 허리가 돌지 않게 되어 ‘텍사스의 데쓰’(テキサスの哲)라고도 불리고 있었다.
은퇴 후 1959년부터 친정팀의 코치로 부임했고, 1960년의 10월에는 미즈하라 시게루 감독이 방송국 카메라맨을 폭행하는 사건을 일으키면서 구단으로부터 근신 처분을 받았고 가와카미는 대리 감독을 맡았다.

### 감독 시절

#### 1960년대
1961년, 미즈하라 감독이 요미우리 감독직에서 사임하면서 가와카미는 감독으로 승격되었다. 당시 요미우리는 1955년 이후 일본 시리즈 우승을 놓치고 있어 1960년에도 리그 우승마저 놓치고 있었다. 전력적으로 타격에서는 나가시마 시게오 단 1명만이 의존하는 상태였고 투수진에서는 후지타 모토시가 어깨 통증을 호소하는 등 절대적인 기둥이 부재였다.
취임 직후 전력이 부족한 로스앤젤레스 다저스가 매년 우승 쟁탈을 하고 있다는 점에 주목하여 다저스의 코치가 저술한 《다저스의 전법》을 교과서로 사용하면서 춘계 캠프에서 그 실천에 들어갔다. 코치 겸임이 된 벳쇼 다케히코가 그 역할을 담당하면서 선수들에게 맹연습을 지도했다. 또, 코치로 초빙한 마키노 시게루가 중심이 되어 사인 플레이나 수비의 커버링 등을 내세워 일본 프로 야구계에서는 처음으로 도입해 갔다. 이러한 야구가 큰 공을 세워 1961년에는 팀 타율이 리그 최저 성적을 기록했고 당시로서는 가장 드문 ‘20승 투수 없음’이라는 기록을 갖고 있으면서도 리그 우승을 제패했고 그 후 일본 시리즈에서는 난카이 호크스를 누르고 일본 시리즈 우승을 석권했다.

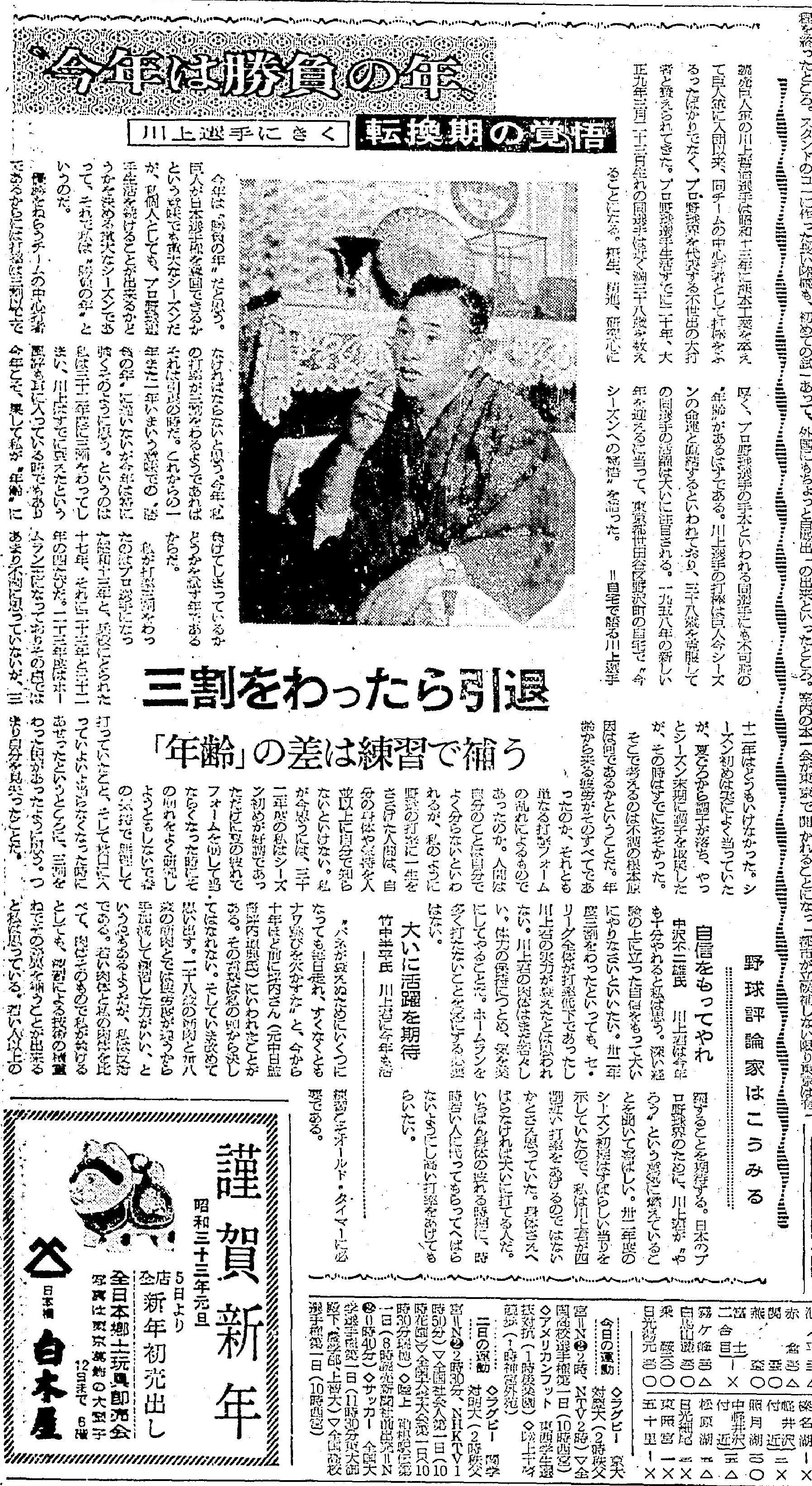
1958년의 정월, 자택에서 아사히 신문과의 인터뷰에 응하고 있는 가와카미 데쓰하루

가와카미는 감독 취임 후인 1961년의 춘계 캠프에서 그라운드로부터 취재진들을 내쫓아 취재 규제를 내놓았다. 애초에는 기자들로부터 이 규제에 대해서 거센 반발을 했지만 1962년부터 더욱 철저해 갔다. 이 보도관제를 언론에서는 “철의 장막”과 비교해 “데쓰의 커텐”(哲のカーテン)이라고 불렀다. 가와카미는 일본 야구계에서는 처음으로 전속 홍보를 두면서 사카모토 유키오가 처음으로 그 역할을 담당했다. 또 가와카미는 그라운드의 권한 뿐만 아니라 스카우트 부장을 겸임하는 등 팀 편성면에서도 권한을 장악하고 있어 영양학, 런닝 코치제의 도입 등 신기축을 차례로 내세웠다.
- V9 시대의 유니폼은 1961년에 가와카미의 감독 취임과 함께 등장하면서 가와카미가 감독직을 용퇴하는 1974년까지 14년 간의 긴 세월에 걸쳐 사용되었다.[5]

선수 시절 샌프란시스코 실즈의 스프링 캠프에 참가한 경험으로부터 선수에게는 감독, 코치에 대해서 절대 복종을 요구했지만 코치로 겸임하고 있던 히로오카 다쓰로는 이빨에 옷을 입히지 않는 성격을 갖고 있으며 가와카미의 “몸으로 기억해라”라는 연습 방침에 대해 거세게 반발하기도 했다. 1964년에 히로오카는 야구 전문 주간지인 주간 베이스볼에서 자신의 수기를 연재했지만, 가와카미는 이에 대해 ‘감독 비판’을 감지하여 연재를 중지시켰다. 같은 해 8월 6일의 고쿠테쓰 스왈로스전에서 0대 2로 지고 있던 7회초에 주자 3루의 상황에서 3루 주자인 나가시마가 홈스틸을 강행, 이것은 나가시마의 판단에 의한 플레이였지만 히로오카는 이것을 벤치의 사인이라고 느껴 “나의 배팅을 그렇게 신용할 수 없습니까!” 라고 격노했고, 다음 공에서는 삼진을 당해 배트를 땅바닥에 내팽개치며 그대로 구장을 떠났다. 가와카미는 히로오카의 행동을 비판하면서 히로오카를 타 구단에 트레이드를 하려고 생각했다.
시즌 종료 후 히로오카는 자신이 트레이드가 되는 것을 알면 구단주인 쇼리키 도루에게 호소하면서 “트레이드될 정도라면 요미우리의 히로오카로서 끝내주었으면 좋겠다”라고 말했다. 그러나 쇼리키 도루는 아버지인 쇼리키 마쓰타로에게 이 사실을 보고하면서 마쓰타로는 “타격면을 좀 더 강화해서 팀에 남아 달라”라고 격려하는 등 트레이드는 파기되었다. 그러나 일련의 움직임에 대해 언론들은 히로오카를 지지하는 기사를 실었고 스포츠지에서는 가와카미가 히로오카의 잔류를 불쾌하게 생각하는 것을 토로한 기사가 보도되는 등 가와카미는 언론의 공격에 노출되었다. 가와카미에 있어서도 자신의 자녀가 학교에서 집단 괴롭힘에 시달렸고 부인은 스트레스로 큰 병을 앓았다는 고통을 맛보게 되었다. 하지만 가와카미는 쇼리키 마쓰타로를 만나 그간의 사정을 설명하면서 히로오카와의 신뢰를 유지하는 데에 성공했다.
- 주위에서의 혹평을 신경쓰지 않는다는 이미지를 보여주고 있었지만 V9의 후반(1970년 이후), 가와카미 스스로가 이끄는 팀이 우승했음에도 관계 없이 “가와카미의 야구는 시시하다”라는 온갖 비난이 잇따르고 있는 것을 보며 “왜 팀이 이기는 것만으로 나쁘게 말할 수 있을 것인가”라는 심정을 토로하는 등 그 후에 가와카미 본인은 이렇게 밝히기도 했다.

전력이 갖추어진 1965년 이후 요미우리는 1973년까지 9년 연속 리그 우승과 일본 시리즈 우승을 석권한 이른바 ‘V9’을 달성했다. 요전에 호리우치 쓰네오, 도이 쇼조, 다카다 시게루, 다카하시 가즈미 등 젊은 선수들이 주력 선수로서 팀을 이끌었고 그리고는 트레이드로 세키네 준조, 모리나가 가쓰야, 도미타 마사루 등 타 구단의 유력 선수들을 잇달아 영입해 주전 선수들을 계속 자극했다. 특히 포수인 모리 마사히코에 대해서는 아마추어 야구계의 유력 선수들을 잇달아 획득했는데 안주를 허락하지 않았다.

#### 1970년대
요미우리가 연패를 계속하면서 특히 중심 타자인 오 사다하루와 나가시마 시게오의 활약으로 인해 타이틀을 모두 요미우리가 독점하는 상황이 계속되자 팬이나 언론에서는 이 광경을 싫증날 정도로 반응했고, 요미우리가 계속 승리하는 것에 대한 불만이 높아지고 있었다. 가와카미는 이러한 비판들을 점차 신경쓰기 시작하고 있어서 V6를 달성한 1970년에는 감독 퇴임도 결의하고 있었다. 팬이나 언론에서는 나가시마 시게오가 차기 감독으로 되는 것에 대한 기대가 높아지고 있었다. 가와카미도 나가시마에 대해서는 감독으로서의 교육을 시행하려고 마음 먹고 있어 1972년부터는 나가시마를 코치 겸임으로 발탁시켰고 고라쿠엔 구장의 라커룸을 구단 수뇌진이 사용하는 방으로 옮겨 감독 회의에도 참석시켰다. 그리고 1973년 시즌 종료 후에 가와카미는 나가시마에게 현역을 은퇴해서 감독으로 취임하도록 권유해 자신도 감독직에서 물러나려고 생각하였지만, 나가시마는 현역 생활을 계속 하겠다는 의지를 갖고 있어 1974년에도 선수 생활을 계속하게 되었다. 그러나 1974년에 나가시마는 시즌을 통해서 극심한 타격 부진에 시달렸고 결국에는 현역에서 은퇴하기로 결심했다. 그리고 팀도 10년 연속 리그 우승 달성에 실패하면서 가와카미는 감독직에서 물러났다. 같은해 7월 9일의 다이요 웨일스전에서 히라마쓰 마사지가 던진 슈트에 대한 판정에 항의하다가 지도자 생활에 있어서는 처음이자 마지막인 퇴장 처분을 받았다.
- “몸이 없는 사람은 프로에 적합하지 않다”라고 하는 신조로부터 선수를 외형만으로 판단하는 경우가 많았다(“몸집이 작은 선수는 프로로서 대성하지 않는다”고 생각하고 있었다). 요미우리는 1968년 드래프트 회의에서 지명 선수의 한 명으로서 후쿠모토 유타카를 리스트업을 할 예정이었지만 “저렇게 키가 작은 선수는 팀에 적합하지 않는다”라는 가와카미의 말 한마디에 결국 실현되지 않았다. 또 부상 경험(혹은 그 의심이 있는 선수)이 있는 선수의 영입에 대해서도 소극적이면서 1965년과 1966년의 드래프트 회의를 앞두고 히라마쓰 마사지, 1968년 드래프트 회의에서는 호시노 센이치의 지명에 대하여 난색을 표하기도 했다.

##### 유구치 사건
1973년 3월 22일, 1970년도 드래프트 1위로 지명된 유구치 도시히코 투수가 정신병원에서 사망했다. 유구치는 우울증으로 병원에 입원하고 있었지만 증상이 일어나게 된 원인은 가와카미 감독의 욕설과 나카오 히로시 투수 코치의 철권제재였다. 또, 유구치의 죽음과 관련한 발언에서도 조의를 전혀 나타내는 것이 아니었고 그 반대로 “차 안에서 여성을 옆에 태워서인지 교통사고사가 아니어서 좋았다”라고 말하는 등 언론에서는 요미우리의 이 같은 행동에 대해 비판을 했고 1973년 드래프트 회의에서는 드래프트 1순위 선수를 포함한 4명의 선수들이 요미우리의 입단을 거부했다.

### 그 후
감독에서 물러난 이후에는 요미우리 구단의 전무로 취임했지만 현장으로부터 멀리하는 것을 바라보고 있던 구단주 쇼리키 도루의 의향으로 소년 야구 담당이라는 직책이 바뀌었지만 1년 만에 그만두었다. 1976년부터 NHK의 야구 해설위원, 닛칸 스포츠의 야구 평론가로 발탁되었다.
가와카미의 뒤를 이은 나가시마 감독은 1975년 시즌에 구단 역사상 최초로 최하위권에 머물렀고(6위, 47승 7무 76패) 같은 해 오프에는 트레이드로 입단한 하리모토 이사오, 가토 하지메를 영입하는 등 전력을 보강하면서 1976년, 1977년에 2년 연속 리그 우승을 달성했다. 그러나 일본 시리즈에서는 한큐 브레이브스한테 잇달아 패해 일본 시리즈 우승 달성은 실패했다. 팀도 여전히 V9을 이끌었던 베테랑 선수들이 주축이었지만 V9과 비교하면 팀 전력에서의 저하가 분명해졌다. 전 감독 가와카미도 “이기는 것에 너무 집착하면서 차세대의 전력을 정비해 오지 않았다”라고 비판했다.
1980년의 요미우리는 페넌트레이스 초반부터 우승권에서 멀어져 구단 역사상 최초인 ‘3년 연속 우승 달성 실패’라는 불명예를 안게 되었다. 8월에는 주간 문춘의 아오타 노보루, 마키노 시게루, 구니마쓰 아키라, 후지타 모토시 등과 함께 요미우리 현재의 모습을 OB의 입장으로부터 질책한다고 하는 취지의 좌담회에서 “차기 감독은 후지타가 될 수 있다” 라는 등의 발언으로 큰 반향을 불러 일으켰다. 같은 해 시즌 성적은 3위가 되면서 1980년 10월 21일 요미우리는 나가시마의 감독직 사임을 주장하면서 차기 감독은 후지타 모토시가 취임을 한다고 발표했지만, 당일 스포츠 닛폰이 ‘나가시마 해임’이라는 제하의 내용을 보도해 요미우리 팬들은 구단에 의한 해임이라고 받아 들여 주간 문춘의 발언으로부터 ‘가와카미가 나가시마 해임의 흑막이다’라고 간주되었다. 그러나 가와카미 본인은 1980년 말에 ‘선데이 마이니치’와의 인터뷰에서 일각에서 제기되고 있는 ‘흑막설’을 강하게 부인했다.
고령이라는 이유만으로 현재는 NHK 야구 해설위원직에서 물러났지만 최근에는 J SPORTS STADIUM에 특별 게스트로 출연하는 일이 있다. 1965년에는 일본 야구 명예의 전당에 헌액자로 선정되었고 1999년 3월 17일 그의 출생지인 구마모토 현 히토요시 시에 ‘가와카미 데쓰하루 기념 구장’ 이 완공되었다. 그 후 쓰루오카 가즈토와 함께 야구계에서의 강한 영향력을 가진 것으로부터 ‘돈 가와카미’(ドン川上)라는 애칭이 불리게 되었다. 1992년에는 야구계에서는 처음으로 일본 정부로부터 문화 공로자로 선정되었다.
전쟁 전의 프로 야구에서 활약하고 있던 선수들 가운데 가와카미 외에 히로타 슈조, 마쓰오 고로, 오다노 가시와, 미조베 다케오, 미야자키 다케시 등 극히 소수가 되었다. 가와카미는 ‘야구계의 모리시게 히사야’라고 칭해지고 있지만 그 이유는 장수인 것 외에도 모리시게와 같이 공식 석상에서 모습을 나타낼 기회가 오로지 저명인(가와카미의 경우는 야구계 관계자)의 장례식에게 한정되어 있는 것이 배경으로 있다(모리시게는 2009년에 사망).

## 에피소드
- 그 시대(다이쇼 시대)에 태어난 인물로서는 드물게 자동차 운전면허를 갖고 있다. 1955년(쇼와 30년) 4월 30일에 고라쿠엔 구장 근처에 교차로에서 자동차를 운전하던 도중 도로 옆에 있는 안전지대의 경계석으로 돌진해 자동차 앞부분이 크게 손상되었다. 운전하고 있던 가와카미는 가벼운 타박상에 그쳤지만 동승하고 있던 히라야마 기쿠지 선수는 오른쪽 눈 아래에 6cm가 찢어지는 큰 부상을 입었다.
- 1994년에 설립된 일본 프로 야구 OB클럽의 초대 회장을 맡았다.
- ‘요미우리 킬러’라는 말을 싫어하는 편인데 TV 아나운서가 “이 투수는 요미우리 킬러네요”라고 발언을 하면 “요미우리는 그 이상으로 (요미우리 킬러로 여겨지고 있는 투수를)두드리고 있기 때문에 요미우리 킬러는 없다”라고 대답했다.

## 상세 정보

### 출신 학교
- 구마모토 현립 공업학교(현재의 구마모토 현립 구마모토 공업고등학교)

### 선수 경력
- 도쿄 교진군·요미우리 자이언츠(1938년 ~ 1942년, 1946년 ~ 1958년)

### 지도자·기타 경력
- 요미우리 자이언츠 타격 코치(1951년 ~ 1957년, 1959년 ~ 1960년) ※1951년 ~ 1957년은 선수 겸임
- 요미우리 자이언츠 감독(1961년 ~ 1974년)

※ 감독 퇴임 후 NHK 야구 해설위원·닛칸 스포츠 등 야구 평론가로 활동.

### 수상·타이틀 경력

#### 타이틀
- 수위 타자: 5회(1939년, 1941년, 1951년, 1953년, 1955년)
- 홈런왕: 2회(1940년, 1948년)
- 타점왕: 3회(1939년, 1941년, 1955년)
- 최다 안타(당시는 타이틀이 아님): 6회(1939년, 1941년, 1947년, 1953년, 1955년 ~ 1956년) ※1994년부터 타이틀로 제정됨.

#### 수상
- MVP: 3회(1941년, 1951년, 1955년)
- 베스트 나인: 10회(1940년, 1947년 ~ 1949년, 1951년, 1953년, 1955년 ~ 1958년)
- 일본 시리즈 MVP: 1회(1953년)
- 일본 시리즈 수위타자상: 1회(1953년)
- 일본 시리즈 기능상: 1회(1958년)
- 일본 시리즈 홈런상: 1회(1952년)
- 올스타전 MVP: 1회(1951년 제1차전)
- 일본 야구 명예의 전당 헌액자(1965년)
- 훈사등 욱일소수장(1992년)
- 문화공로자(1992년)

### 개인 기록
- 시즌 타율: .377(1951년) ※역대 8위
- 시즌 타율 3할대 이상: 12회(1939년 ~ 1941년, 1947년, 1949년 ~ 1956년) ※역대 3위 타이 기록
- 시즌 삼진 개수: 6개(1951년) ※최소 삼진 일본 타이 기록
- 최다 안타: 6회(1939년, 1941년, 1947년, 1953년, 1955년, 1956년) ※역대 2위
- 타격 10위권 진입: 15회(1938년 추계 ~ 1941년, 1947년 ~ 1957년) ※역대 3위
- 8년 연속 시즌 타율 3할대 이상(1949년 ~ 1956년)[7]
- 9타수 연속 안타(1939년 4월 9일 ~ 9월 11일)
- 10경기 연속 타점(1949년 4월 3일 ~ 4월 14일)
- 1경기 3개의 3루타(1939년 6월 21일) ※일본 타이 기록
- 1이닝 2개 홈런(1948년 5월 16일)
- 역전 끝내기 만루 홈런(1949년 4월 12일) ※사상 최초
- 일본 시리즈 통산 타율: .365(159타수 58안타) ※80타수 이상에서는 역대 1위를 기록
- 사이클링 안타: 1회(1954년 7월 25일, 대 히로시마 카프 전, 마에바시 시민 구장) ※역대 11번째
- 통산 2000안타 달성: 1,646경기 만에 달성(1956년 5월 31일) ※사상 최고 속도 기록
- 통산 맹타상: 194회 ※역대 2위
- 올스타전 출장: 7회(1951년 ~ 1954년, 1956년 ~ 1958년)

### 등번호
- 16(1938년 ~ 1942년, 1946년 ~ 1964년) ※요미우리 자이언츠의 영구 결번.
- 77(1965년 ~ 1974년)

### 연도별 타격 성적
| 연 도       | 소 속                | 경 기 | 타 석 | 타 수 | 득 점 | 안 타 | 2 루 타 | 3 루 타 | 홈 런 | 루 타 | 타 점 | 도 루 | 도 루 자 | 희 생 번 | 희 생 플 | 볼 넷 | 고 4 | 사 구 | 삼 진 | 병 살 타 | 타 율 | 출 루 율 | 장 타 율 | O P S |
| ----------- | -------------------- | ----- | ----- | ----- | ----- | ----- | ------- | ------- | ----- | ----- | ----- | ----- | -------- | -------- | -------- | ----- | ---- | ----- | ----- | -------- | ----- | -------- | -------- | ----- |
| 1938년 춘계 | 도쿄 교진군 요미우리 | 23    | 38    | 35    | 0     | 7     | 0       | 0       | 0     | 7     | 2     | 0     | --       | 0        | --       | 3     | --   | 0     | 1     | --       | .200  | .263     | .200     | .463  |
| 1938년 추계 | 도쿄 교진군 요미우리 | 39    | 155   | 133   | 24    | 35    | 3       | 3       | 3     | 53    | 24    | 2     | --       | 2        | --       | 20    | --   | 0     | 16    | --       | .263  | .359     | .398     | .758  |
| 1939년      | 도쿄 교진군 요미우리 | 94    | 385   | 343   | 60    | 116   | 17      | 12      | 4     | 169   | 75    | 8     | --       | 0        | 4        | 37    | --   | 1     | 19    | --       | .338  | .404     | .493     | .897  |
| 1940년      | 도쿄 교진군 요미우리 | 104   | 446   | 392   | 51    | 122   | 23      | 9       | 9     | 190   | 66    | 7     | --       | 0        | 4        | 50    | --   | 0     | 27    | --       | .311  | .389     | .485     | .874  |
| 1941년      | 도쿄 교진군 요미우리 | 86    | 388   | 339   | 44    | 105   | 21      | 9       | 4     | 156   | 57    | 5     | --       | 0        | --       | 46    | --   | 2     | 21    | --       | .310  | .395     | .460     | .856  |
| 1942년      | 도쿄 교진군 요미우리 | 72    | 321   | 274   | 22    | 73    | 7       | 3       | 3     | 95    | 27    | 5     | 2        | 0        | --       | 46    | --   | 1     | 18    | --       | .266  | .374     | .347     | .721  |
| 1946년      | 도쿄 교진군 요미우리 | 70    | 317   | 279   | 45    | 85    | 20      | 4       | 10    | 143   | 67    | 2     | 1        | 0        | --       | 38    | --   | 0     | 13    | --       | .305  | .388     | .513     | .901  |
| 1947년      | 도쿄 교진군 요미우리 | 119   | 510   | 443   | 56    | 137   | 30      | 7       | 6     | 199   | 57    | 16    | 5        | 0        | --       | 65    | --   | 2     | 17    | --       | .309  | .400     | .449     | .849  |
| 1948년      | 도쿄 교진군 요미우리 | 135   | 566   | 504   | 69    | 150   | 26      | 6       | 25    | 263   | 105   | 12    | 3        | 0        | --       | 58    | --   | 4     | 26    | --       | .298  | .375     | .522     | .896  |
| 1949년      | 도쿄 교진군 요미우리 | 134   | 597   | 545   | 84    | 180   | 36      | 10      | 24    | 308   | 129   | 9     | 3        | 0        | --       | 49    | --   | 2     | 24    | --       | .330  | .388     | .565     | .953  |
| 1950년      | 도쿄 교진군 요미우리 | 138   | 619   | 559   | 102   | 175   | 34      | 6       | 29    | 308   | 119   | 34    | 6        | 0        | --       | 56    | --   | 4     | 29    | 12       | .313  | .380     | .551     | .931  |
| 1951년      | 도쿄 교진군 요미우리 | 97    | 424   | 374   | 74    | 141   | 27      | 2       | 15    | 217   | 81    | 14    | 6        | 0        | --       | 48    | --   | 2     | 6     | 9        | .377  | .450     | .580     | 1.031 |
| 1952년      | 도쿄 교진군 요미우리 | 118   | 522   | 478   | 62    | 153   | 28      | 4       | 4     | 201   | 82    | 15    | 5        | 0        | --       | 42    | --   | 2     | 21    | 11       | .320  | .377     | .421     | .798  |
| 1953년      | 도쿄 교진군 요미우리 | 121   | 518   | 467   | 74    | 162   | 26      | 6       | 6     | 218   | 77    | 22    | 8        | 0        | --       | 44    | --   | 7     | 14    | 10       | .347  | .411     | .467     | .878  |
| 1954년      | 도쿄 교진군 요미우리 | 129   | 561   | 510   | 64    | 164   | 27      | 8       | 8     | 231   | 87    | 26    | 8        | 1        | 7        | 41    | --   | 2     | 25    | 14       | .322  | .374     | .453     | .827  |
| 1955년      | 도쿄 교진군 요미우리 | 120   | 516   | 435   | 55    | 147   | 15      | 1       | 12    | 200   | 79    | 17    | 10       | 0        | 8        | 69    | 34   | 3     | 33    | 10       | .338  | .432     | .460     | .892  |
| 1956년      | 도쿄 교진군 요미우리 | 128   | 542   | 490   | 54    | 160   | 23      | 4       | 5     | 206   | 67    | 16    | 13       | 2        | 1        | 46    | 22   | 3     | 36    | 10       | .327  | .388     | .420     | .808  |
| 1957년      | 도쿄 교진군 요미우리 | 128   | 519   | 465   | 54    | 132   | 26      | 3       | 5     | 179   | 52    | 6     | 5        | 6        | 3        | 40    | 13   | 4     | 37    | 10       | .284  | .346     | .385     | .731  |
| 1958년      | 도쿄 교진군 요미우리 | 124   | 480   | 435   | 34    | 107   | 19      | 2       | 9     | 157   | 66    | 4     | 5        | 7        | 8        | 25    | 1    | 5     | 39    | 9        | .246  | .295     | .361     | .656  |
| 통산: 18년  | 통산: 18년           | 1979  | 8424  | 7500  | 1028  | 2351  | 408     | 99      | 181   | 3500  | 1319  | 220   | 80       | 18       | 35       | 823   | 70   | 44    | 422   | 95       | .313  | .383     | .467     | .850  |

- 굵은 글씨는 시즌 최고 성적.
- 도쿄 교진군은 1947년에 요미우리(요미우리 자이언츠)로 구단명을 변경.

### 연도별 투수 성적
| 연 도       | 소 속       | 등 판 | 선 발 | 완 투 | 완 봉 | 무 4 구 | 승 리 | 패 전 | 세 이 브 | 홀 드 | 승 률 | 타 자 | 이 닝 | 피 안 타 | 피 홈 런 | 볼 넷 | 고 4 | 몸 맞 | 탈 삼 진 | 폭 투 | 보 크 | 실 점 | 자 책 점 | 평 자 책 | W H I P |
| ----------- | ----------- | ----- | ----- | ----- | ----- | ------- | ----- | ----- | -------- | ----- | ----- | ----- | ----- | -------- | -------- | ----- | ---- | ----- | -------- | ----- | ----- | ----- | -------- | -------- | ------- |
| 1938년 춘계 | 도쿄 교진군 | 11    | 8     | 2     | 1     | 1       | 2     | 2     | --       | --    | .500  | 254   | 59.2  | 55       | 2        | 26    | --   | 1     | 23       | 1     | 0     | 21    | 17       | 2.55     | 1.36    |
| 1938년 추계 | 도쿄 교진군 | 1     | 1     | 0     | 0     | 0       | 0     | 1     | --       | --    | .000  | 27    | 6.0   | 4        | 0        | 3     | --   | 0     | 4        | 0     | 1     | 4     | 2        | 3.00     | 1.17    |
| 1939년      | 도쿄 교진군 | 18    | 13    | 5     | 1     | 0       | 6     | 4     | --       | --    | .600  | 449   | 102.2 | 81       | 2        | 64    | --   | 2     | 54       | 3     | 0     | 46    | 27       | 2.36     | 1.41    |
| 1940년      | 도쿄 교진군 | 6     | 2     | 1     | 0     | 0       | 3     | 2     | --       | --    | .600  | 118   | 27.0  | 18       | 1        | 22    | --   | 1     | 15       | 1     | 0     | 7     | 3        | 1.00     | 1.48    |
| 1941년      | 도쿄 교진군 | 3     | 1     | 0     | 0     | 0       | 0     | 0     | --       | --    | ----  | 29    | 4.2   | 10       | 0        | 6     | --   | 1     | 1        | 0     | 0     | 9     | 9        | 16.20    | 3.43    |
| 통산: 4년   | 통산: 4년   | 39    | 25    | 8     | 2     | 1       | 11    | 9     | --       | --    | .550  | 877   | 200.0 | 168      | 5        | 121   | --   | 5     | 97       | 5     | 1     | 87    | 58       | 2.61     | 1.45    |

- 평균 자책점 10위권 진입과 타율 10위권 진입 등의 쌍방을 기록한 선수는 가와카미가 유일하다.

### 감독으로서의 팀 성적

#### 정규 시즌
| 연도       | 소속       | 순위       | 경기 | 승리 | 패전 | 무승부 | 승률 | 승차                        | 팀 홈런                     | 팀 타율                     | 팀 평균자책점               | 연령                        |
| ---------- | ---------- | ---------- | ---- | ---- | ---- | ------ | ---- | --------------------------- | --------------------------- | --------------------------- | --------------------------- | --------------------------- |
| 1961년     | 요미우리   | 1위        | 130  | 71   | 53   | 6      | .569 | -                           | 89                          | .227                        | 2.50                        | 41세                        |
| 1962년     | 요미우리   | 4위        | 134  | 67   | 63   | 4      | .515 | 8                           | 102                         | .232                        | 2.47                        | 42세                        |
| 1963년     | 요미우리   | 1위        | 140  | 83   | 55   | 2      | .601 | -                           | 143                         | .247                        | 2.57                        | 43세                        |
| 1964년     | 요미우리   | 3위        | 140  | 71   | 69   | 0      | .507 | 11                          | 147                         | .235                        | 3.01                        | 44세                        |
| 1965년     | 요미우리   | 1위        | 140  | 91   | 47   | 2      | .659 | -                           | 106                         | .246                        | 2.54                        | 45세                        |
| 1966년     | 요미우리   | 1위        | 134  | 89   | 41   | 4      | .685 | -                           | 114                         | .243                        | 2.24                        | 46세                        |
| 1967년     | 요미우리   | 1위        | 134  | 84   | 46   | 4      | .646 | -                           | 162                         | .265                        | 2.87                        | 47세                        |
| 1968년     | 요미우리   | 1위        | 134  | 77   | 53   | 4      | .592 | -                           | 177                         | .262                        | 3.35                        | 48세                        |
| 1969년     | 요미우리   | 1위        | 130  | 73   | 51   | 6      | .589 | -                           | 147                         | .263                        | 3.30                        | 49세                        |
| 1970년     | 요미우리   | 1위        | 130  | 79   | 47   | 4      | .627 | -                           | 131                         | .240                        | 2.46                        | 50세                        |
| 1971년     | 요미우리   | 1위        | 130  | 70   | 52   | 8      | .574 | -                           | 123                         | .253                        | 2.94                        | 51세                        |
| 1972년     | 요미우리   | 1위        | 130  | 74   | 52   | 4      | .587 | -                           | 158                         | .254                        | 3.43                        | 52세                        |
| 1973년     | 요미우리   | 1위        | 130  | 66   | 60   | 4      | .524 | -                           | 149                         | .253                        | 3.25                        | 53세                        |
| 1974년     | 요미우리   | 2위        | 130  | 71   | 50   | 9      | .587 | 0                           | 159                         | .253                        | 3.05                        | 54세                        |
| 통산: 14년 | 통산: 14년 | 통산: 14년 | 1866 | 1066 | 739  | 61     | .591 | A클래스: 13회, B클래스: 1회 | A클래스: 13회, B클래스: 1회 | A클래스: 13회, B클래스: 1회 | A클래스: 13회, B클래스: 1회 | A클래스: 13회, B클래스: 1회 |

1. 1961년부터 1962년, 1966년부터 1996년까지는 130경기제.
2. 1963년부터 1965년까지는 140경기제.

- 순위에서 굵은 글씨는 일본 시리즈 우승.

#### 감독 재임 당시 우승 경력
- 센트럴 리그 우승: 11회
- 일본 시리즈 우승: 11회

1. 일본 시리즈 우승 11회는 역대 최다이며, 14년 연속 동일 팀 감독은 역대 2위 기록이다(그 밖에 다이에 호크스·소프트뱅크 호크스의 오 사다하루, 역대 1위는 난카이 호크스의 쓰루오카 가즈토의 23년).
2. 역대 요미우리의 감독으로서 일본 시리즈 통산 출전 횟수가 최다이자 ‘일본 시리즈 패배가 한 번도 없음’이라고 하는 위업을 달성하고 있다.

## 같이 보기
- 1973년 일본 시리즈